# Specchio parabolico
Uno specchio parabolico è uno specchio avente forma di paraboloide, cioè del solido ottenuto tramite la rotazione di una parabola intorno al proprio asse di simmetria. Vanta di specifiche proprietà fisiche e di numerose applicazioni in molti campi

## Proprietà fisiche
Se una sorgente luminosa è collocata nel fuoco, i raggi riflessi sono paralleli all'asse di simmetria del paraboloide. Viceversa, se i raggi incidenti sullo specchio sono paralleli all'asse, i raggi riflessi convergono nel fuoco. Nella parte di spazio esterna allo specchio la luce che arriva parallela all'asse viene riflessa lungo la retta a cui appartengono il fuoco e il punto d'incidenza del raggio di luce. Viceversa specifici raggi di luce provenienti da varie direzioni e che colpiscono lo specchio sul suo lato esterno vengono riflessi parallelamente all'asse di simmetria del paraboloide. In questo modo si ottiene una riflessione con un angolo più ampio rispetto ad uno specchio piano.

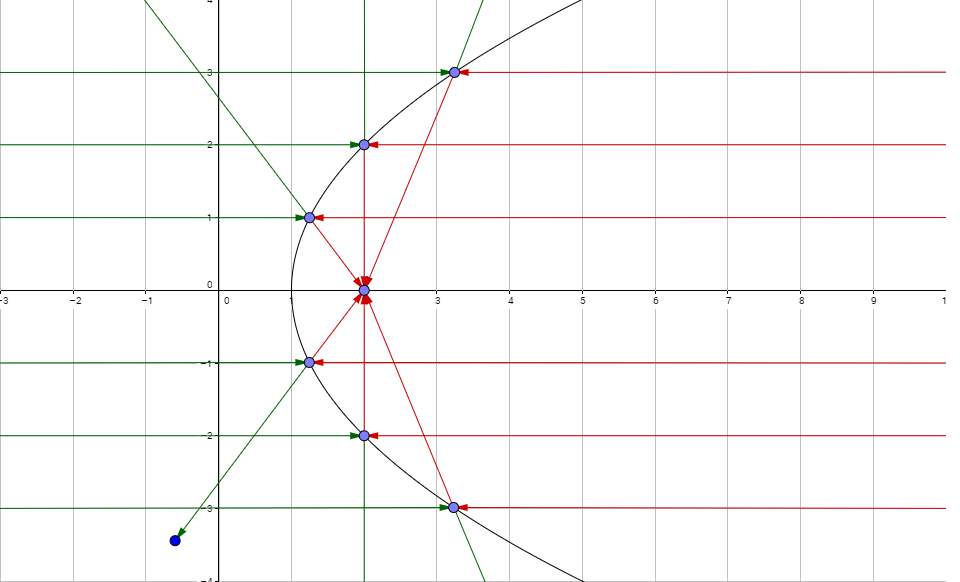
Descrizione del percorso delle onde in uno specchio parabolico

## Usi applicativi
Grazie a queste proprietà si possono pensare numerose applicazioni di vario genere per questi specchi, sfruttando sia la capacità di concentrare le onde, sia quella di amplificare l'angolo visivo.

### Nella storia
Si racconta che Archimede di Siracusa, famoso matematico e fisico greco, abbia impiegato le proprietà dello specchio parabolico durante l'invenzione degli specchi ustori, usati per bruciare le navi nemiche dall'alto delle mura.
Inoltre, fin dall'antichità, gli specchi parabolici sono stati usati per amplificare la luce dei fari marittimi.

### Oggi
Al giorno d'oggi gli usi degli specchi parabolici sono molteplici, per esempio possiamo trovarli:
- Nelle centrali solari: una tubatura passa lungo uno specchio curvato a parabola per scaldare l'acqua grazie al sole[3].
- Nei fari delle automobili: Le proprietà riflessive della parabola consentono alla lampadina nel fanale maggiore efficienza[3].
- Usati per creare cucine e accendini solari, dato che il punto focale raggiunge temperature elevate[4].
- Nelle torce elettriche portatili, per motivo analogo a quello dei fari delle auto.
- Nelle antenne paraboliche, dato che la particolare forma riesce ad amplificare il segnale radio nel fuoco[5].
- Questo tipo di specchio è impiegato anche nella viabilità stradale, al fine di consentire ai conducenti di veicoli a motore di transitare con maggiore sicurezza qualora siano presenti strutture, quali curve particolarmente strette, muri, pilastri o siepi, che non consentono una visuale a lunga distanza. Nelle strade pubbliche, generalmente gli specchi parabolici sono installati sul lato opposto di una strada regolata con il segnale di stop, nel caso siano presenti gli ostacoli sopra elencati, oppure per uscire in sicurezza dal passo carrabile, sempre per motivi di visuale.